# Glenea subhuonora
Glenea subhuonora là một loài bọ cánh cứng trong họ Cerambycidae.